# Mohammed Ibrahem
Mohammed Ibrahem (ara. محمد_إبراهيم) (Kuwait City, Kuvajt, 7. veljače 1962.) je kuvajtski nogometni trener. Ibrahem je u tri navrata nakratko vodio kuvajtsku reprezentaciju a posljednji puta 2009. kada je vodstvo nacionalne vrste preuzeo Goran Tufegdžić koji je do tada bio izbornikov asistent.